# Ludmiła Czernowa
Ludmiła Aleksandrowna Czernowa z domu Zienina (ros. Людмила Александровна Чернова, z domu Зенина; ur. 19 lutego 1955 w Norylsku) – rosyjska lekkoatletka startująca w barwach Związku Radzieckiego specjalizująca się w biegach sprinterskich.
Podczas igrzysk olimpijskich w 1980 roku odpadła w eliminacjach biegu na 400 metrów oraz zdobyła złoty medal w biegu rozstawnym 4 × 400 metrów (zawodniczka wystąpiła tylko w rundzie eliminacyjnej). Halowa mistrzyni ZSRR w biegu na 400 metrów z 1980 roku. 
Jej córka Tatjana Czernowa jest mistrzynią świata w siedmioboju.
Rekordy życiowe w biegu na 400 metrów: stadion – 50,91 (24 maja 1983, Krasnodar); hala – 52,3 (16 lutego 1980, Moskwa).